# Eurocup 2023-24
La EuroCup 2023-24, por motivos de patrocinio BKT EuroCup, es la XVI edición de la era moderna de la competición Eurocup organizada por Euroleague Basketball. Esta temporada la competición cuenta con la participación de 20 equipos que lucharon por el título de campeón y, de paso, una plaza para la próxima edición de la Euroliga. 
La competición arrancó el 3 de octubre de 2023 y finalizó el 17 de abril de 2024 tras la celebración de la Final.

## Equipos participantes
La Euroliga de Baloncesto confirmó la lista de equipos para la temporada el 29 de junio de 2023. En la Eurocopa 2023-24 participarán un total de 20 equipos de 14 países. Tres nuevos equipos se unieron a la competición y los BC Wolves harán su debut.
| Fase Regular               | Fase Regular                  | Fase Regular                   | Fase Regular           |
| -------------------------- | ----------------------------- | ------------------------------ | ---------------------- |
| Budućnost VOLI (3º)        | Hamburg Towers (1.º)          | Joventut (4.º)                 | Hapoel Tel Aviv (2.º)  |
| Cedevita Olimpija (4.º)    | Umana Reyer Venezia (5.º)     | Dreamland Gran Canaria (7.º)TH | Śląsk Wrocław (2.º)    |
| Mincidelice JL Bourg (4.º) | Dolomiti Energia Trento (6.º) | Türk Telekom (3.º)             | U-BT Cluj-Napoca (1.º) |
| Paris Basketball (9.º)     | Lietkabelis (3.º)             | Beşiktaş Emlakjet (14.º)       | Prometey (1.º)         |
| ratiopharm Ulm (1.º)       | Wolves (5.º)                  | Aris (8.º)                     | London Lions (1.º)     |

## Fase regular

### Grupo A
| Pos. | Equipo                | PJ | G  | P  | PF   | PC   | DP   | Pts | Clasificación                      |
| ---- | --------------------- | -- | -- | -- | ---- | ---- | ---- | --- | ---------------------------------- |
| 1    | Paris Basketball      | 18 | 17 | 1  | 1754 | 1401 | +353 | 35  | Clasificados para cuartos de final |
| 2    | Hapoel Tel Aviv       | 18 | 13 | 5  | 1729 | 1600 | +129 | 31  | Clasificados para cuartos de final |
| 3    | London Lions          | 18 | 12 | 6  | 1608 | 1546 | +62  | 30  | Clasificados para octavos de final |
| 4    | Prometey              | 18 | 10 | 8  | 1598 | 1574 | +24  | 28  | Clasificados para octavos de final |
| 5    | Joventut              | 18 | 10 | 8  | 1517 | 1503 | +14  | 28  | Clasificados para octavos de final |
| 6    | Beşiktaş Emlakjet     | 18 | 9  | 9  | 1400 | 1428 | −28  | 27  | Clasificados para octavos de final |
| 7    | Wolves                | 18 | 8  | 10 | 1462 | 1550 | −88  | 26  |                                    |
| 8    | Umana Reyer Venezia   | 18 | 8  | 10 | 1507 | 1538 | −31  | 26  |                                    |
| 9    | Veolia Towers Hamburg | 18 | 2  | 16 | 1478 | 1762 | −284 | 20  |                                    |
| 10   | Cedevita Olimpija     | 18 | 1  | 17 | 1509 | 1660 | −151 | 19  |                                    |

 Fuente: EuroCup
Criterios de clasificación: Los puntos encajados y anotados en las prórrogas no suman en la clasificación. En caso de empate entre dos equipos decide el average particular.

#### Resultados
| Local \ Visitante      | BJK    | COL     | HTA    | CJB    | LDN    | PBB     | PRM     | URV    | HAM     | WLV    |
| ---------------------- | ------ | ------- | ------ | ------ | ------ | ------- | ------- | ------ | ------- | ------ |
| Beşiktaş Emlakjet      | —      | 73–66   | 73–94  | 81–85  | 80–83  | 72–95   | 92–70   | 74–68  | 90–78   | 72–59  |
| Cedevita Olimpija      | 83–88  | —       | 80–95  | 87–88  | 85–92  | 77–93   | 83–90   | 93–104 | 83–86   | 78–86  |
| Hapoel Shlomo Tel Aviv | 81–75  | 100–73  | —      | 103–99 | 96–100 | 86–104  | 105–113 | 100–81 | 118–101 | 89–80  |
| Joventut               | 62–63  | 83–81   | 85–91  | —      | 76–87  | 94–101  | 79–76   | 89–81  | 108–76  | 107–98 |
| London Lions           | 93–72  | 101–95  | 90–98  | 80–82  | —      | 102–106 | 89–88   | 76–69  | 81–83   | 80–85  |
| Paris Basketball       | 63–68  | 119–66  | 114–87 | 89–82  | 94–77  | —       | 93–72   | 100–70 | 120–91  | 105–78 |
| Prometey               | 89–70  | 105–100 | 98–89  | 94–80  | 87–99  | 79–96   | —       | 89–82  | 97–77   | 91–64  |
| Umana Reyer Venezia    | 106–96 | 95–87   | 81–97  | 79–64  | 91–95  | 75–81   | 108–92  | —      | 94–77   | 57–75  |
| Veolia Towers Hamburg  | 83–94  | 83–114  | 72–111 | 90–96  | 94–100 | 69–105  | 83–97   | 83–90  | —       | 71–84  |
| Wolves                 | 90–88  | 91–89   | 81–89  | 79–94  | 87–101 | 79–110  | 85–71   | 77–93  | 94–84   | —      |

### Grupo B
| Pos. | Equipo                  | PJ | G  | P  | PF   | PC   | DP   | Pts | Clasificación                      |
| ---- | ----------------------- | -- | -- | -- | ---- | ---- | ---- | --- | ---------------------------------- |
| 1    | Mincidelice JL Bourg    | 18 | 14 | 4  | 1486 | 1368 | +118 | 32  | Clasificados para cuartos de final |
| 2    | U-BT Cluj-Napoca        | 18 | 13 | 5  | 1519 | 1461 | +58  | 31  | Clasificados para cuartos de final |
| 3    | Dreamland Gran Canaria  | 18 | 12 | 6  | 1567 | 1408 | +159 | 30  | Clasificados para octavos de final |
| 4    | ratiopharm Ulm          | 18 | 10 | 8  | 1502 | 1522 | −20  | 28  | Clasificados para octavos de final |
| 5    | Aris Midea              | 18 | 9  | 9  | 1335 | 1334 | +1   | 27  | Clasificados para octavos de final |
| 6    | Türk Telekom            | 18 | 8  | 10 | 1433 | 1421 | +12  | 26  | Clasificados para octavos de final |
| 7    | Budućnost VOLI          | 18 | 8  | 10 | 1413 | 1443 | −30  | 26  |                                    |
| 8    | Dolomiti Energia Trento | 18 | 7  | 11 | 1409 | 1485 | −76  | 25  |                                    |
| 9    | 7bet-Lietkabelis        | 18 | 7  | 11 | 1466 | 1544 | −78  | 25  |                                    |
| 10   | Śląsk Wrocław           | 18 | 2  | 16 | 1371 | 1515 | −144 | 20  |                                    |

 Fuente: EuroCup
Criterios de clasificación: Los puntos encajados y anotados en las prórrogas no suman en la clasificación. En caso de empate entre dos equipos decide el average particular.

#### Resultados
| Local \ Visitante       | LIE     | ARI   | BUD   | TRE   | DGC    | JLB    | ULM    | WKS     | TTA    | UBT     |
| ----------------------- | ------- | ----- | ----- | ----- | ------ | ------ | ------ | ------- | ------ | ------- |
| 7bet-Lietkabelis        | —       | 84–74 | 81–83 | 92–93 | 84–92  | 100–96 | 94–90  | 91–75   | 93–86  | 92–87   |
| Aris Midea              | 69–60   | —     | 76–75 | 84–77 | 66–82  | 68–76  | 88–99  | 93–71   | 68–66  | 59–61   |
| Budućnost VOLI          | 76–65   | 63–65 | —     | 98–96 | 90–77  | 78–74  | 80–84  | 103–89  | 73–96  | 77–79   |
| Dolomiti Energia Trento | 76–70   | 69–67 | 78–97 | —     | 73–87  | 72–79  | 83–85  | 85–79   | 101–96 | 60–98   |
| Dreamland Gran Canaria  | 88–77   | 93–65 | 97–70 | 76–98 | —      | 84–76  | 111–82 | 81–77   | 73–83  | 111–113 |
| Mincidelice JL Bourg    | 104–71  | 72–65 | 78–73 | 79–67 | 92–84  | —      | 81–85  | 90–74   | 86–67  | 92–88   |
| ratiopharm Ulm          | 99–74   | 66–86 | 84–67 | 80–70 | 103–99 | 84–89  | —      | 108–103 | 79–85  | 81–85   |
| Śląsk Wrocław           | 71–75   | 63–80 | 79–80 | 75–84 | 68–92  | 63–72  | 100–88 | —       | 70–86  | 67–70   |
| Türk Telekom            | 88–73   | 85–95 | 79–77 | 78–70 | 69–82  | 64–68  | 78–91  | 71–80   | —      | 95–84   |
| U-BT Cluj-Napoca        | 120–111 | 90–74 | 89–74 | 88–83 | 70–92  | 89–98  | 86–75  | 80–76   | 80–71  | —       |

## Playoffs
|  | Octavos de final | Octavos de final       | Octavos de final       |                      |    | Cuartos de final | Cuartos de final | Cuartos de final |  |                      | Semifinales          | Semifinales | Semifinales | Semifinales | Semifinales |  |                  | Final            | Final | Final | Final | Final |  |
|  |                  |                        |                        |                      |    |                  |                  |                  |  |                      |                      |             |             |             |             |  |                  |                  |       |       |       |       |  |
|  |                  |                        |                        |                      |    |                  |                  |                  |  |                      |                      |             |             |             |             |  |                  |                  |       |       |       |       |  |
|  |                  |                        |                        |                      |    |                  |                  |                  |  |                      |                      |             |             |             |             |  |                  |                  |       |       |       |       |  |
|  |                  |                        |                        |                      |    |                  |                  |                  |  |                      |                      |             |             |             |             |  |                  |                  |       |       |       |       |  |
|  |                  |                        |                        |                      |    |                  |                  |                  |  |                      |                      |             |             |             |             |  |                  |                  |       |       |       |       |  |
|  |                  | Paris Basketball       | Paris Basketball       | 86                   |    |                  |                  |                  |  |                      |                      |             |             |             |             |  |                  |                  |       |       |       |       |  |
|  |                  |                        |                        | 86                   |    |                  |                  |                  |  |                      |                      |             |             |             |             |  |                  |                  |       |       |       |       |  |
|  |                  |                        | Joventut               | Joventut             | 70 |                  |                  |                  |  |                      |                      |             |             |             |             |  |                  |                  |       |       |       |       |  |
|  | 9                | ratiopharm Ulm         | Joventut               | Joventut             | 70 | 79               |                  |                  |  |                      |                      |             |             |             |             |  |                  |                  |       |       |       |       |  |
|  | 9                | ratiopharm Ulm         |                        |                      |    |                  |                  |                  |  |                      |                      |             |             |             |             |  |                  |                  |       |       |       |       |  |
|  | 8                | Joventut               | 88                     |                      |    |                  |                  |                  |  |                      |                      |             |             |             |             |  |                  |                  |       |       |       |       |  |
|  | 8                | Joventut               | 88                     |                      |    |                  |                  |                  |  | Paris Basketball     | Paris Basketball     | 99          | 93          | —           |             |  |                  |                  |       |       |       |       |  |
|  |                  |                        |                        |                      |    |                  |                  |                  |  | Paris Basketball     | Paris Basketball     | 99          | 93          | —           |             |  |                  |                  |       |       |       |       |  |
|  |                  |                        | London Lions           | London Lions         | 86 | 85               | —                |                  |  |                      |                      |             |             |             |             |  |                  |                  |       |       |       |       |  |
|  |                  |                        | London Lions           | London Lions         | 86 | 85               | —                |                  |  |                      |                      |             |             |             |             |  |                  |                  |       |       |       |       |  |
|  |                  |                        |                        |                      |    |                  |                  |                  |  |                      |                      |             |             |             |             |  |                  |                  |       |       |       |       |  |
|  |                  |                        |                        |                      |    |                  |                  |                  |  |                      |                      |             |             |             |             |  |                  |                  |       |       |       |       |  |
|  |                  | U-BT Cluj-Napoca       | U-BT Cluj-Napoca       | 79                   |    |                  |                  |                  |  |                      |                      |             |             |             |             |  |                  |                  |       |       |       |       |  |
|  |                  |                        |                        | 79                   |    |                  |                  |                  |  |                      |                      |             |             |             |             |  |                  |                  |       |       |       |       |  |
|  |                  |                        | London Lions           | London Lions         | 91 |                  |                  |                  |  |                      |                      |             |             |             |             |  |                  |                  |       |       |       |       |  |
|  | 13               | London Lions           | London Lions           | London Lions         | 91 | 100              |                  |                  |  |                      |                      |             |             |             |             |  |                  |                  |       |       |       |       |  |
|  | 13               | London Lions           |                        |                      |    |                  |                  |                  |  |                      |                      |             |             |             |             |  |                  |                  |       |       |       |       |  |
|  | 4                | Türk Telekom           | 77                     |                      |    |                  |                  |                  |  |                      |                      |             |             |             |             |  |                  |                  |       |       |       |       |  |
|  | 4                | Türk Telekom           | 77                     |                      |    |                  |                  |                  |  |                      |                      |             |             |             |             |  | Paris Basketball | Paris Basketball | 77    | 89    | —     |       |  |
|  |                  |                        |                        |                      |    |                  |                  |                  |  |                      |                      |             |             |             |             |  | Paris Basketball | Paris Basketball | 77    | 89    | —     |       |  |
|  |                  |                        | Mincidelice JL Bourg   | Mincidelice JL Bourg | 64 | 81               | —                |                  |  |                      |                      |             |             |             |             |  |                  |                  |       |       |       |       |  |
|  |                  |                        | Mincidelice JL Bourg   | Mincidelice JL Bourg | 64 | 81               | —                |                  |  |                      |                      |             |             |             |             |  |                  |                  |       |       |       |       |  |
|  |                  |                        |                        |                      |    |                  |                  |                  |  |                      |                      |             |             |             |             |  |                  |                  |       |       |       |       |  |
|  |                  |                        |                        |                      |    |                  |                  |                  |  |                      |                      |             |             |             |             |  |                  |                  |       |       |       |       |  |
|  |                  | Mincidelice JL Bourg   | Mincidelice JL Bourg   | 95                   |    |                  |                  |                  |  |                      |                      |             |             |             |             |  |                  |                  |       |       |       |       |  |
|  |                  |                        |                        | 95                   |    |                  |                  |                  |  |                      |                      |             |             |             |             |  |                  |                  |       |       |       |       |  |
|  |                  |                        | Prometey               | Prometey             | 82 |                  |                  |                  |  |                      |                      |             |             |             |             |  |                  |                  |       |       |       |       |  |
|  | 11               | Prometey               | Prometey               | Prometey             | 82 | 95               |                  |                  |  |                      |                      |             |             |             |             |  |                  |                  |       |       |       |       |  |
|  | 11               | Prometey               |                        |                      |    |                  |                  |                  |  |                      |                      |             |             |             |             |  |                  |                  |       |       |       |       |  |
|  | 6                | Aris Midea             | 67                     |                      |    |                  |                  |                  |  |                      |                      |             |             |             |             |  |                  |                  |       |       |       |       |  |
|  | 6                | Aris Midea             | 67                     |                      |    |                  |                  |                  |  | Mincidelice JL Bourg | Mincidelice JL Bourg | 86          | 71          | 89          |             |  |                  |                  |       |       |       |       |  |
|  |                  |                        |                        |                      |    |                  |                  |                  |  | Mincidelice JL Bourg | Mincidelice JL Bourg | 86          | 71          | 89          |             |  |                  |                  |       |       |       |       |  |
|  |                  |                        | Beşiktaş Emlakjet      | Beşiktaş Emlakjet    | 74 | 82               | 63               |                  |  |                      |                      |             |             |             |             |  |                  |                  |       |       |       |       |  |
|  |                  |                        | Beşiktaş Emlakjet      | Beşiktaş Emlakjet    | 74 | 82               | 63               |                  |  |                      |                      |             |             |             |             |  |                  |                  |       |       |       |       |  |
|  |                  |                        |                        |                      |    |                  |                  |                  |  |                      |                      |             |             |             |             |  |                  |                  |       |       |       |       |  |
|  |                  |                        |                        |                      |    |                  |                  |                  |  |                      |                      |             |             |             |             |  |                  |                  |       |       |       |       |  |
|  |                  | Hapoel Shlomo Tel Aviv | Hapoel Shlomo Tel Aviv | 89                   |    |                  |                  |                  |  |                      |                      |             |             |             |             |  |                  |                  |       |       |       |       |  |
|  |                  |                        |                        | 89                   |    |                  |                  |                  |  |                      |                      |             |             |             |             |  |                  |                  |       |       |       |       |  |
|  |                  |                        | Beşiktaş Emlakjet      | Beşiktaş Emlakjet    | 94 |                  |                  |                  |  |                      |                      |             |             |             |             |  |                  |                  |       |       |       |       |  |
|  | 15               | Dreamland Gran Canaria | Beşiktaş Emlakjet      | Beşiktaş Emlakjet    | 94 | 78               |                  |                  |  |                      |                      |             |             |             |             |  |                  |                  |       |       |       |       |  |
|  | 15               | Dreamland Gran Canaria |                        |                      |    |                  |                  |                  |  |                      |                      |             |             |             |             |  |                  |                  |       |       |       |       |  |
|  | 2                | Beşiktaş Emlakjet      | 80                     |                      |    |                  |                  |                  |  |                      |                      |             |             |             |             |  |                  |                  |       |       |       |       |  |
|  | 2                | Beşiktaş Emlakjet      | 80                     |                      |    |                  |                  |                  |  |                      |                      |             |             |             |             |  |                  |                  |       |       |       |       |  |
|  |                  |                        |                        |                      |    |                  |                  |                  |  |                      |                      |             |             |             |             |  |                  |                  |       |       |       |       |  |

### Octavos de final
Los octavos de final se jugaron el 5–6 de marzo de 2024.
| Equipo 1               | Resultado | Equipo 2          |
| ---------------------- | --------- | ----------------- |
| London Lions           | 100–77    | Türk Telekom      |
| ratiopharm Ulm         | 79–88     | Joventut          |
| Dreamland Gran Canaria | 78–80     | Beşiktaş Emlakjet |
| Prometey               | 95–67     | Aris Midea        |

#### Partidos
| 5 de marzo de 2024 | ratiopharm Ulm                               | 79–88                                 | Joventut                                    | |  |
| 19:30              | Parciales: 19–27, 13–23, 21–15, 26–23        | Parciales: 19–27, 13–23, 21–15, 26–23 | Parciales: 19–27, 13–23, 21–15, 26–23       | |  |
|                    | Estadísticas Williams 20 Williams 10 Núñez 5 | Reporte Pts Reb Asts                  | Estadísticas Feliz 28 Brodziansky 7 Feliz 6 | Pabellón: ratiopharm Arena, Neu-Ulm, Germany Asistencia: 3,334 espectadores Árbitros: Oļegs Latiševs, Igor Dragojević, Adar Peer |  |

| 6 de marzo de 2024 | Prometey                                       | 95–67                                 | Aris Midea                                      | |  |
| 18:00 (19:00 EET)  | Parciales: 28–17, 23–15, 23–18, 21–17          | Parciales: 28–17, 23–15, 23–18, 21–17 | Parciales: 28–17, 23–15, 23–18, 21–17           | |  |
|                    | Estadísticas three players 16 Balvín 9 March 7 | Reporte Pts Reb Asts                  | Estadísticas Harrell 20 Harrell 7 Toliopoulos 5 | Pabellón: Arena Riga, Riga, Latvia Asistencia: 4,056 espectadores Árbitros: Juan Carlos García, Amit Balak, Uroš Obrknežević |  |

| 6 de marzo de 2024 | London Lions                              | 100–77                                | Türk Telekom                                              | |  |
| 19:00 (18:00 WET)  | Parciales: 32–23, 28–21, 20–17, 20–16     | Parciales: 32–23, 28–21, 20–17, 20–16 | Parciales: 32–23, 28–21, 20–17, 20–16                     | |  |
|                    | Estadísticas Nwaba 19 Olaseni 8 Phillip 5 | Reporte Pts Reb Asts                  | Estadísticas Wallace 25 tres jugadores 4 tres jugadores 4 | Pabellón: The CopperBox Arena, Londres, United Kingdom Asistencia: 3,141 espectadores Árbitros: Piotr Pastusiak, Jordi Aliaga, Hugues Thépénier |  |

| 6 de marzo de 2024 | Dreamland Gran Canaria                    | 78–80                                 | Beşiktaş Emlakjet                             | |  |
| 21:00 (20:00 WET)  | Parciales: 22–14, 14–22, 21–18, 21–26     | Parciales: 22–14, 14–22, 21–18, 21–26 | Parciales: 22–14, 14–22, 21–18, 21–26         | |  |
|                    | Estadísticas Lammers 14 Shurna 6 Albicy 8 | Reporte Pts Reb Asts                  | Estadísticas Mathews 14 Simonović 9 Needham 5 | Pabellón: Las Palmas, España Asistencia: 6,407 espectadores Árbitros: Borys Ryzhyk, Ioannis Foufis, Leandro Lezcano |  |

### Cuartos de final
Los cuartos de final se jugaron el 12–14 de marzo de 2024.
| Equipo 1               | Resultado | Equipo 2          |
| ---------------------- | --------- | ----------------- |
| Paris Basketball       | 86–70     | Joventut          |
| U-BT Cluj-Napoca       | 79–91     | London Lions      |
| Mincidelice JL Bourg   | 95–82     | Prometey          |
| Hapoel Shlomo Tel Aviv | 89–94     | Beşiktaş Emlakjet |

#### Partidos
| 12 de marzo de 2024 | Mincidelice JL Bourg                                | 95–82                                 | Prometey                                          | |  |
| 19:30               | Parciales: 17–17, 28–27, 34–13, 16–25               | Parciales: 17–17, 28–27, 34–13, 16–25 | Parciales: 17–17, 28–27, 34–13, 16–25             | |  |
|                     | Estadísticas Mike, Morgan 17 Mike, Morgan 7 Lewis 7 | Reporte Pts Reb Asts                  | Estadísticas Balvín 19 Balvín 14 Kennedy, March 5 | Pabellón: Ekinox, Bourg-en-Bresse, Francia Asistencia: 3,524 espectadores Árbitros: Milivoje Jovčić, Anne Panther, Kristaps Konstantinovs |  |

| 13 de marzo de 2024 | U-BT Cluj-Napoca                            | 79–91                                 | London Lions                              | |  |
| 18:00 (19:00 EET)   | Parciales: 18–29, 19–22, 23–23, 19–17       | Parciales: 18–29, 19–22, 23–23, 19–17 | Parciales: 18–29, 19–22, 23–23, 19–17     | |  |
|                     | Estadísticas Jones 23 Eddie 5 Cățe, Jones 5 | Reporte Pts Reb Asts                  | Estadísticas Dekker 21 Nwaba 8 Grantham 4 | Pabellón: BTarena, Cluj-Napoca, Romania Asistencia: 10,000 espectadores Árbitros: Borys Ryzhyk, Jakub Zamojski, Alberto Baena |  |

| 13 de marzo de 2024 | Hapoel Shlomo Tel Aviv                   | 89–94                                 | Beşiktaş Emlakjet                                     | |  |
| 18:30 (19:30 EET)   | Parciales: 25–15, 32–24, 19–29, 13–26    | Parciales: 25–15, 32–24, 19–29, 13–26 | Parciales: 25–15, 32–24, 19–29, 13–26                 | |  |
|                     | Estadísticas Cummings 28 Hoard 9 Timor 5 | Reporte Pts Reb Asts                  | Estadísticas Mathews 28 Delgado 12 Needham, Mathews 5 | Pabellón: Avia Solutions Group Arena, Vilnius, Lithuania Asistencia: 750 espectadores Árbitros: Emilio Perez, Joseph Bissang, Vasiliki Tsaroucha |  |

| 14 de marzo de 2024 | Paris Basketball                           | 86–70                                 | Joventut                                | |  |
| 20:45               | Parciales: 24–17, 16–18, 22–13, 24–22      | Parciales: 24–17, 16–18, 22–13, 24–22 | Parciales: 24–17, 16–18, 22–13, 24–22   | |  |
|                     | Estadísticas Shorts 21 Jantunen 6 Shorts 9 | Reporte Pts Reb Asts                  | Estadísticas Andrews 25 Tomić 8 Feliz 6 | Pabellón: Porte de La Chapelle Arena, París, France Asistencia: 4,405 espectadores Árbitros: Tomislav Hordov, Sergio Silva, Guido Giovannetti |  |

### Semifinales
El primer partido de semifinales se jugó el 26 de marzo, el segundo el 29 de marzo y el tercero el 3 de abril de 2024, si fuera necesario. 
| Equipo 1             | Series | Equipo 2          | 1.er partido | 2.º partido | 3.er partido |
| -------------------- | ------ | ----------------- | ------------ | ----------- | ------------ |
| Paris Basketball     | 2–     | London Lions      | 99–86        | 93–85       | —            |
| Mincidelice JL Bourg | 2–1    | Beşiktaş Emlakjet | 86–74        | 71–82       | 89–63        |

#### Primer partido
| 26 de marzo de 2024 | Mincidelice JL Bourg                  | 86–74                                 | Beşiktaş Emlakjet                                     | |  |  |
| 19:00               | Parciales: 16–13, 28–17, 18–26, 24–18 | Parciales: 16–13, 28–17, 18–26, 24–18 | Parciales: 16–13, 28–17, 18–26, 24–18                 | |  |  |
|                     | Estadísticas Mike 16 Mike 6 Lewis 5   | Reporte Pts Reb Asts                  | Estadísticas Delgado 15 Delgado 16 Mathews, Needham 5 | Pabellón: Ekinox, Bourg-en-Bresse, Francia Asistencia: 3,500 espectadores Árbitros: Borys Ryzhyk, Michele Rossi, Josip Radojković |  |  |
| 1–0                 |                                       |                                       |                                                       | |  |  |
|                     |                                       |                                       |                                                       | |  |  |

| 26 de marzo de 2024 | Paris Basketball                           | 99–86                                | London Lions                                     | |  |  |
| 20:45               | Parciales: 30–27, 24–22, 25–8, 20–29       | Parciales: 30–27, 24–22, 25–8, 20–29 | Parciales: 30–27, 24–22, 25–8, 20–29             | |  |  |
|                     | Estadísticas Shorts 23 Jantunen 9 Shorts 7 | Reporte Pts Reb Asts                 | Estadísticas Nwaba 24 Nwaba, Olaseni 5 Phillip 8 | Pabellón: Adidas Arena, París, Francia Asistencia: 5,425 espectadores Árbitros: Carmelo Paternicò, Miloš Koljenšić, Nick van den Broeck |  |  |
| 1–0                 |                                            |                                      |                                                  | |  |  |
|                     |                                            |                                      |                                                  | |  |  |

#### Segundo partido
| 29 de marzo de 2024 | Beşiktaş Emlakjet                                                          | 82–71                                 | Mincidelice JL Bourg                  | |  |  |
| 18:45 (19:45 TRT)   | Parciales: 19–18, 13–18, 27–17, 23–18                                      | Parciales: 19–18, 13–18, 27–17, 23–18 | Parciales: 19–18, 13–18, 27–17, 23–18 | |  |  |
|                     | Estadísticas Mathews, Mitchell 17 Mitchell, Simonović 6 Mathews, Needham 4 | Reporte Pts Reb Asts                  | Estadísticas Mike 19 Mike 8 Julien 4  | Pabellón: Sinan Erdem Dome, Estanbul, Turqiía Asistencia: 15,200 espectadores Árbitros: Robert Lottermoser, Robert Vyklický, Tomasz Trawicki |  |  |
| 1–1                 |                                                                            |                                       |                                       | |  |  |
|                     |                                                                            |                                       |                                       | |  |  |

| 29 de marzo de 2024 | London Lions                           | 85–93                                 | Paris Basketball                                   | |  |  |
| 20:30 (19:30 WET)   | Parciales: 19–21, 26–18, 19–27, 21–27  | Parciales: 19–21, 26–18, 19–27, 21–27 | Parciales: 19–21, 26–18, 19–27, 21–27              | |  |  |
|                     | Estadísticas Morgan 25 Nwaba 9 Nwaba 4 | Reporte Pts Reb Asts                  | Estadísticas Shorts 21 Kratzer 7 Ngouama, Shorts 5 | Pabellón: The CopperBox Arena, Londres, Reino Unido Asistencia: 5,486 espectadores Árbitros: Saša Pukl, Marcin Kowalski, Luka Kardum |  |  |
| 0–2                 |                                        |                                       |                                                    | |  |  |
|                     |                                        |                                       |                                                    | |  |  |

#### Tercer partido
| 3 de abril de 2024 | Mincidelice JL Bourg                    | 89–63                | Beşiktaş Emlakjet                                 | |  |  |
|                    | Parciales: 23–21, 21–20, 21–18, 24–4    |                      |                                                   | |  |  |
|                    | Estadísticas Salash 19 Julien 6 Lewis 4 | Reporte Pts Reb Asts | Estadísticas Needham 18 Arslan, Konan 6 Needham 4 | Pabellón: Ekinox, Bourg-en-Bresse, Francia Árbitros: Miguel Ángel Pérez, Milan Nedović, Eduard Udyanskyy |  |  |
| 2–1                |                                         |                      |                                                   | |  |  |
|                    |                                         |                      |                                                   | |  |  |

### Finales
El primer partido se jugó el 9 de abril y el segundo el 12.
| Equipo 1         | Series | Equipo 2             | 1.er partido | 2.º partido | 3.er partido |
| ---------------- | ------ | -------------------- | ------------ | ----------- | ------------ |
| Paris Basketball | 2–0    | Mincidelice JL Bourg | 77–64        | 89–81       | —            |

#### Primer partido
| 9 de abril de 2024 | Paris Basketball                          | 77–64                                 | Mincidelice JL Bourg                               | |  |  |
| 20:30              | Parciales: 23–11, 31–20, 11–12, 12–21     | Parciales: 23–11, 31–20, 11–12, 12–21 | Parciales: 23–11, 31–20, 11–12, 12–21              | |  |  |
|                    | Estadísticas Shorts 15 Kessens 7 Shorts 4 | Reporte Pts Reb Asts                  | Estadísticas Risacher 11 Brown, Massa 5 Risacher 4 | Pabellón: Adidas Arena, París, Francia Asistencia: 7,995 espectadores Árbitros: Damir Javor, Jordi Aliaga, Sérgio Silva |  |  |
| 1–0                |                                           |                                       |                                                    | |  |  |
|                    |                                           |                                       |                                                    | |  |  |

#### Segundo partido
| 12 de abril de 2024 | Mincidelice JL Bourg                  | 81–89                                 | Paris Basketball                                  | |  |  |
| 19:30               | Parciales: 26–22, 20–21, 17–21, 18–25 | Parciales: 26–22, 20–21, 17–21, 18–25 | Parciales: 26–22, 20–21, 17–21, 18–25             | |  |  |
|                     | Estadísticas Mike 16 Mike 6 Lewis 8   | Reporte Pts Reb Asts                  | Estadísticas Shorts 22 Kratzer, Shorts 6 Shorts 5 | Pabellón: Ekinox, Bourg-en-Bresse, Francia Asistencia: 3,500 espectadores Árbitros: Borys Ryzhyk, Carlos Cortes, Kristapas Konstantinovs |  |  |
| 0–2                 |                                       |                                       |                                                   | |  |  |
|                     |                                       |                                       |                                                   | |  |  |

| Campeón 7DAYS EUROCUP 23-24 |
| --------------------------- |
| Paris Basketball 1er título |

## Galardones

### MVP de la jornada

#### Temporada regular
| Jornada | Jugador              | Equipo                | Val. | Ref.   |
| ------- | -------------------- | --------------------- | ---- | ------ |
| 1       | T. J. Shorts         | Paris Basketball      | 30   | [ 2 ]  |
| 2       | Matt Morgan          | London Lions          | 30   | [ 3 ]  |
| 3       | Vladimír Brodziansky | Joventut Badalona     | 31   | [ 4 ]  |
| 3       | Trevion Williams     | ratiopharm Ulm        | 31   | [ 4 ]  |
| 4       | Tre'Shawn Thurman    | Wolves                | 37   | [ 5 ]  |
| 5       | Andrew Andrews       | Joventut Badalona     | 42   | [ 6 ]  |
| 6       | Rasheed Sulaimon     | Wolves                | 36   | [ 7 ]  |
| 7       | Karel Guzmán         | U-BT Cluj-Napoca      | 34   | [ 8 ]  |
| 8       | Xavier Munford       | Hapoel Tel Aviv       | 35   | [ 9 ]  |
| 9       | Conor Morgan         | London Lions          | 36   | [ 10 ] |
| 10      | Matt Morgan          | London Lions          | 32   | [ 11 ] |
| 10      | T. J. Shorts         | Paris Basketball      | 32   | [ 11 ] |
| 11      | Ondřej Balvín        | Prometey Slobozhanske | 28   | [ 12 ] |
| 12      | T. J. Shorts (x3)    | Paris Basketball      | 37   | [ 13 ] |
| 13      | Tyrone Wallace       | Türk Telekom          | 39   | [ 14 ] |
| 14      | Kyle Wiltjer         | Umana Reyer Venezia   | 39   | [ 15 ] |
| 15      | Ángel Delgado        | Beşiktaş Emlakjet     | 36   | [ 16 ] |
| 16      | Tyrone Wallace (x2)  | Türk Telekom          | 39   | [ 17 ] |
| 17      | Emanuel Cățe         | U-BT Cluj-Napoca      | 38   | [ 18 ] |
| 18      | Marco Spissu         | Umana Reyer Venezia   | 29   | [ 19 ] |

#### Playoffs
| Jornada          | Jugador           | Equipo            | Val. | Ref.   |
| ---------------- | ----------------- | ----------------- | ---- | ------ |
| Octavos de final | Andrés Feliz      | Joventut Badalona | 36   | [ 20 ] |
| Cuartos de final | T. J. Shorts (x4) | Paris Basketball  | 28   | [ 21 ] |
| Semifinales      | T. J. Shorts (x5) | Paris Basketball  | 28.5 | [ 22 ] |